# Urocaris
Urocaris is een geslacht van kreeftachtigen uit de klasse van de Malacostraca (hogere kreeftachtigen).

## Soort
- Urocaris longicaudata Stimpson, 1860